# یونس علی‌اف
یونس علی‌اف (به ترکی آذربایجانی: Əliyev Yunis Əsgər oğlu، زاده ۹ اکتبر ۱۹۵۸ در قزل‌حاجیلی، شهرستان گران‌بوی، آذربایجان شوروی - درگذشت ۵ می ۱۹۹۲، تالش) یک نیروی نظامی نیروهای مسلح جمهوری آذربایجان، سرهنگ ارشد و از جنگجویان کشته‌شده در مناقشه قره‌باغ بود.

## سنین جوانی و تحصیل
در سال ۱۹۷۳، علی‌اف در دبیرستان روستای قزل‌حاجیلی تحصیل کرد و سپس تحصیلات متوسطه خود را در مدرسه شماره ۱۰۲ در دلی‌محمدلی ادامه داد. در سال ۱۹۷۶، به نیروهای مسلح شوروی اعزام شد و به تاجیکستان اعزام شد.

## زندگی شخصی
علی‌اف متاهل و دارای دو فرزند بود.

## جنگ قره‌باغ
در سال ۱۹۹۲، علی‌اف به دومین گردان تاسیس شده در شهرستان گران‌بوی پیوست. نخستین مبارزه او علیه ارتش ارمنستان در مارتاکرت بود. وی در ۴ می ۱۹۹۲ طرحی را به نام یالتاهیل برای جلوگیری از حملات ارامنه در شهرک تاپ قراقویونلو در شهرستان گران‌بوی تهیه کرد. این عملیات برای سربازان آذربایجانی موفقیت‌آمیز بود. یک روز بعد، ناگهان سربازان ارمنی به مواضع ارتش جمهوری آذربایجان حمله کردند. علی‌اف طی آن جنگ کشته شد و جسد وی تنها ۴۳ روز پس از آزادسازی روستای تالش پیدا شد.

## افتخارات
یونس علی‌اف پس از مرگ با حکم ریاست جمهوری شماره ۸۳۳ به‌تاریخ ۷ ژوئن ۱۹۹۲، عنوان قهرمان ملی جمهوری آذربایجان را دریافت کرد.
وی در سال ۱۹۹۲ در گورستاتی در روستای قزل‌حاجیلی در منطقه گران‌بوی به خاک سپرده شد. مهدکودک شماره ۳ روستای قزل‌حاجیلی به نام وی نامگذاری شد.